# 25 de juny
El 25 de juny és el cent setanta-sisè dia de l'any del calendari gregorià i el cent setanta-setè en els anys de traspàs. Queden 189 dies per a finalitzar l'any.

## Esdeveniments
Països Catalans
- 1811 - Tarragona (el Tarragonès): les tropes franceses ocupen la ciutat.
- 1870 - Barcelona: Constitució de la Federació Regional Espanyola de l'AIT
- 1971 - Caldes de Montbui (Vallès Oriental): S'obre la primera botiga de Cooperativa 70.
- 2003 - Barcelona: Es crea la Universitat Abat Oliba CEU.[1]

Resta del món
- 841 - Fontenoy-en-Puisaye - Carles II el Calb aliat amb Lluís el Germànic derrota Lotari I i Pipí II d'Aquitània en la batalla de Fontenoy-en-Puisaye pel repartiment de l'herència de Lluís I el Pietós.
- 1243 - Anagni (Estats Pontificis): Innocenci IV és elegit papa.[2]
- 1678 - Pàdua (República de Venècia): primera dona doctorada en filosofia, la veneciana Elena Lucrezia Cornaro Piscopia, a la Università di Padova.
- 1870 - París (França): Isabel II d'Espanya abdica en favor del seu fill, que serà Alfons XII d'Espanya.
- 1876 - Estats Units d'Amèrica: Batalla de Little Bighorn i mort del tinent coronel George Armstrong Custer.
- 1910 - París (França): Ígor Stravinski estrena L'ocell de foc.
- 1933 - Magdeburg (Alemanya): Joseph Rutherford envia a Adolf Hitler la carta Declaració de fets.
- 1991 - Croàcia i Eslovènia es declaren independents de Iugoslàvia.
- 2015 - Kobani (Kurdistan occidental): Comença la Massacre de Kobani perpetrat per EI en el marc de la Guerra Civil siriana.[3]

## Naixements
Països Catalans
- 1852 - Riudoms o Reus: Antoni Gaudí, arquitecte català. (m. 1926).[4]
- 1892 - Barcelona: Carme Montoriol i Puig, traductora, escriptora i pianista catalana.[5]
- 1950 - Barcelona: Maria Amèlia Pedrerol, cantant de Els Setze Jutges, el seu membre número dotze.[6]
- 1952 - Torregrossa: Concepció Mir i Curcó, doctora en història membre de l'IEC, professora universitària i investigadora.[7]
- 1975 - Mar del Plata, Argentina: Chenoa, cantant mallorquina nascuda a l'Argentina.[8]
- 1980: 
  - Gandia: Diana Morant Ripoll, enginyera i política valenciana, alcaldessa de Gandia (València) des de 2015.[9]
  - València: Inma Cuesta, actriu de teatre, cinema i televisió valenciana.[10]
- 1992 - Barcelona: Helena Lloret Gómez, waterpolista catalana.[11]
- 1996 - Vic: Núria Graham, cantant catalana.[12]

Resta del món
- 1625 - Graz, Imperi Austríac: Christian Herdtrich, jesuïta austríac, missioner a la Xina (m. 1684).[13]

- 1864 - Briesen, Prússia: Walther Hermann Nernst, físic i químic, Premi Nobel de Química de l'any 1920 (m. 1941).[14]

- 1866 - Santiago, Xileː Eloísa Díaz Insunza, primera metgessa de Xile i d'Amèrica del Sud (m. 1950).[15]
- 1884 - Tòquio (Japó): Sadako Kujō, futura emperadriu Teimei com a consort de l'emperador Yoshihito (m. 1951).[16]
- 1900 - Windsor (Anglaterra): Lluís Mountbatten, darrer governador de l'Índia britànica (m. 1979).[17]
- 1903 - Motihari, Raj Britànic: George Orwell, escriptor anglès.[18]
- 1907 - Hamburg, Alemanya: Johannes Hans Jensen, físic alemany, Premi Nobel de Física de l'any 1963 (m. 1973).[19]
- 1911 - Nova York, EUA: William Howard Stein, químic i bioquímic nord-americà, Premi Nobel de Química de l'any 1972 (m.1980).[20]
- 1917 - La Corunya: Joaquina Dorado Pita, activista anarco-sindicalista, republicana i antifranquista (m. 2017).[21]
- 1926 - Klagenfurt, Caríntia: Ingeborg Bachmann, escriptora austríaca (m. 1973).[22]
- 1928 - 
  - Brussel·les, Bèlgica: Peyo, dibuixant de còmics, entre els quals, els Barrufets (m. 1992).[23]
  - Moscou, URSS: Aleksei Abrikóssov, físic, Premi Nobel de Física de l'any 2003 (m. 2017).[24]
- 1942 - La Haia: Pat Andrea, artista neerlandès.
- 1943 - Rio de Janeiro: Olivia Hime, cantant, lletrista, compositora i productora brasilera.[25]
- 1945 - Bronx (Nova York): Carly Simon, cantant nord-americana.[26]
- 1956 - Strumica Municipality, Macedònia: Boris Traikovski, va ser president de la República de Macedònia entre 1999 i 2004 (m. 2004).[27]
- 1959 - Junee, Nova Gal·les del Sud, Austràlia: Bobbie Vaile, astrofísica australiana (m. 1996).[28]
- 1963 - Londres, Anglaterra: George Michael, cantant i compositor anglès (m. 2016).[29]
- 1965 - Vic de Fesensac, Occitània: Jean Castex, Batlle de Prada de Conflent i Primer ministre de França des de juliol de 2020
- 1969 - Southborough, Massachusetts: Storm Large, cantant, compositora i actriu estatunidenca, membre de Pink Martini.[30]
- 1987 - Tirana, Albània: Elis Bakaj, futbolista que juga de migcampista o davanter

## Necrològiques
Països Catalans
- 1944 - Barcelona: Joaquim Pena i Costa, musicòleg i crític musical català (n. 1873).

- 1967 - Barcelona: Josep Obiols i Palau, pintor, dibuixant i gravador considerat "l'artista més representatiu de la cultura noucentista" (n. 1894).
- 1978 - Barcelona: Teresa Campañà i Cassi, metgessa catalana (n. 1892).[31]
- 1981 - Barcelona: Maria Espinalt i Font, soprano catalana considerada una primera figura de l'escena estatal (n. 1910).[32]
- 1994 - València: Don Pío, humorista valencià (n. 1951).
- 2000 - Filadèlfia: Josefa Barba-Gosé Flexner –Pepita Barba– científica catalana que el 1937 s'exilià als Estats Units (n. 1904).[33]
- 2006 - Barcelona: Margarida Sans i Jordi, escultora catalana (n. 1911).[34]
- 2014 - Barcelona: Ana María Matute Ausejo, novel·lista catalana en llengua castellana.[35]
- 2017 - Barcelona, Casimiro Molins Ribot, empresari, Creu de Sant Jordi 2012.
- 2021 - l'Escala: Lluís Albert i Rivas, musicòleg i compositor. Nebot de Caterina Albert (n. 1923).[36]

Resta del món
- 635 - Chang'an (Xina): Emperador Gaozu de Tang (xinès: 高祖) primer emperador de la Dinastia Tang. Va regnar des de l'any 618 fins a l'any 626 (n. 566).[37]
- 1218 - Tolosa de Llenguadoc (Comtat de Tolosa)ː Simó de Montfort, noble francès i cap militar de la croada contra els albigesos.[38]
- 1767 - Hamburg (Sacre Imperi): Georg Philipp Telemann, compositor alemany (n. 1681).[39]
- 1822 - Königsberg: Ernst Theodor Amadeus Hoffmann, escriptor i compositor alemany (46 anys).
- 1856 - Berlín, Prússia: Max Stirner, filòsof anarquista prussià (n. 1806).[40]
- 1876 - Montana (EUA): George Armstrong Custer, oficial de cavalleria dels Estats Units durant la Guerra Civil dels Estats Units i les guerres índies (n. 1839).[41]
- 1933 - Tervete, Letònia: Anna Brigadere, escriptora letona (n. 1861).[42]
- 1964 - Utrecht (Països Baixos): Gerrit Rietveld, arquitecte i dissenyador neerlandès (n. 1888).[43]
- 1971:
  - Ginebra: Blanche Richard, primera dona a accedir a la magistratura judicial a Suïssa.
  - Glasgow (Escòcia): John Boyd Orr, biòleg i polític escocès, Premi Nobel de la Pau de 1949 (n. 1880).[44]
- 1973 - Buenos Aires, l'Argentina: Rodolfo Sciammarella, compositor argentí.
- 1977 - Bramley, Surrey: Olave Baden-Powell, cap del guiatge, el moviment escolta per a noies (n. 1889).[45]
- 1983 - Ginebra: Alberto Evaristo Ginastera, compositor de música clàssica argentí, d'ascendència catalana (n. 1916).[46]
- 1997 - París, França: Jacques-Yves Cousteau, oficial de la marina, oceanògraf i cineasta francès, Premi Internacional Catalunya del 1991 (87 anys).[47]
- 1996 - Belfast (Irlanda del Nord): Ernest Walton, físic irlandès, Premi Nobel de Física de l'any 1951 (n. 1903).[48]
- 2004 - Oriola, País Valencià: Imanol Larzabal Goñi, més conegut com a Imanol, cantant i compositor en euskera i castellà (n. 1947).
- 2009:
  - Santa Monica, EUA: Farrah Fawcett, actriu estatunidenca (n. 1947).[49]
  - Los Angeles, EUA: Michael Jackson, músic, cantant i ballarí estatunidenc (n. 1958).[50]

## Festes i commemoracions

### Santoral[51]

#### Església Catòlica[52]
- Sants al Martirologi romà (2011): Tigris de Maurienne, eremita; Màxim de Torí, bisbe (408); Pròsper d'Aquitània (455); Pròsper de Reggio nell'Emilia, bisbe (s. V-VI); Oròsia de Jaca, verge i màrtir (714); Adalbert d'Egmond, diaca (740); Salomó I de Bretanya, rei (874); Guillem de Vercelli, fundador de l'Orde de Montevergine (1142); Domingo Henares, bisbe i Francesc Do Minh Chieu, màrtirs (1838).
  - Beats: Burcard de Mallersdorf, abat (1122); Joan Hispà, cartoixà, fundador de les Monges Cartoixanes (1160); Dorotea de Montau, verge (1394); Marie Lhuillier, màrtir (1794).
- Sants: Febrònia de Nisibis, màrtir (304); Emilià de Nantes, bisbe màrtir; Gal·licà d'Òstia, màrtir (363); Iteri de Nevers, bisbe; Vindicià de Cambrai, bisbe; Salomó de Cornualla, rei (434); Fèlix d'Haro o Felices, eremita (520); Gal·licà d'Ambrun, bisbe (541); Luan de Mortlach, abat de Bangor (572/592); Molocà de Lismore, bisbe (†592 / s. VII);.
- Beats: Guiu Maramaldi, religiós (1391); beates màrtirs de Cambrai (1794).
- Venerables Heinrich Zdik, bisbe d'Olomouc (1160); Elionor de Provença, reina (1292).
- Venerats a l'Orde de la Mercè: beat Fulgencio de Lara, màrtir (1287).

#### Església Copta
- 18 Baoni: Damià d'Alexandria, patriarca (605); obertura de la catedral dedicada a Marc evangelista a Roweiss(1968).

#### Església Ortodoxa (segons el calendari julià)
- Se celebren els corresponents al 8 de juliol del calendari gregorià.

#### Església Ortodoxa (segons el calendari gregorià)
Corresponen al 12 de juny del calendari julià litúrgic:
- Sants Joan, Andreu, Heraclemó i Teòfil, eremites d'Egipte (s. IV); Onofre el Gran (s. IV); Pafnuci d'Egipte, bisbe, i Timoteu, Joan, Andreu, Heracleimó i Teòfil, eremites (s. IV); Antoní, màrtir; Olimpi de Tràcia, bisbe (s. IV); Pere del Mont Atos (734); Anna de Kaixinsk, princesa (1338); Arseni de Konevits, abat de Valaam (1447); Joan d'Egipte, el Soldat (s. VII); Onofre de Malsk, abat de Pskov (1492); Onofre de Vologda i Auxenci de Vologda, monjos (s. XVI); Esteve de Komel, abat (1542); Bassià de Pertomsk i Jonàs de Pertomsk, monjos (1561); Joan de Moscou, foll en Crist (1589); Onofre de Katrom, abat (1592); Onofre, bisbe, i Aleksandr Kharkovski i companys: Antoni, Barnasufi i Josep, màrtirs (1937-1938); Julià de Dagaz; Zenó, monjo.

##### Església de Geòrgia
- Isidor de Samtawno, monjo (s. VI); Thornike d'Atos (998).

#### Esglésies luteranes
- Aniversari de la Confessió d'Augsburg; Philipp Melanchthon, reformador; Pròsper d'Aquitània, poeta.